# 1930년 전국동계체육대회 스피드스케이팅 일반부 여자 500m
1930년 전국동계체육대회 스피드스케이팅 일반부 여자 500m는 일제강점기 조선 경성부에서 개최된 1930년 전국동계체육대회 스피드스케이팅의 세부 종목이다.

## 경기 결과
여자 500m 경기는 결선만 진행되었다.
| 순위 | 선수   | 소속 | 기록   | 비고        |
| ---- | ------ | ---- | ------ | ----------- |
| 1    | 이혜석 | 경성 | 1:32.0 | 대회 신기록 |

## 참고 문헌
- 대한체육회 (1990). 《대한체육회 70년사》.
- 대한체육회 (2011). 《대한체육회 90년사》.